# Zweibrücker

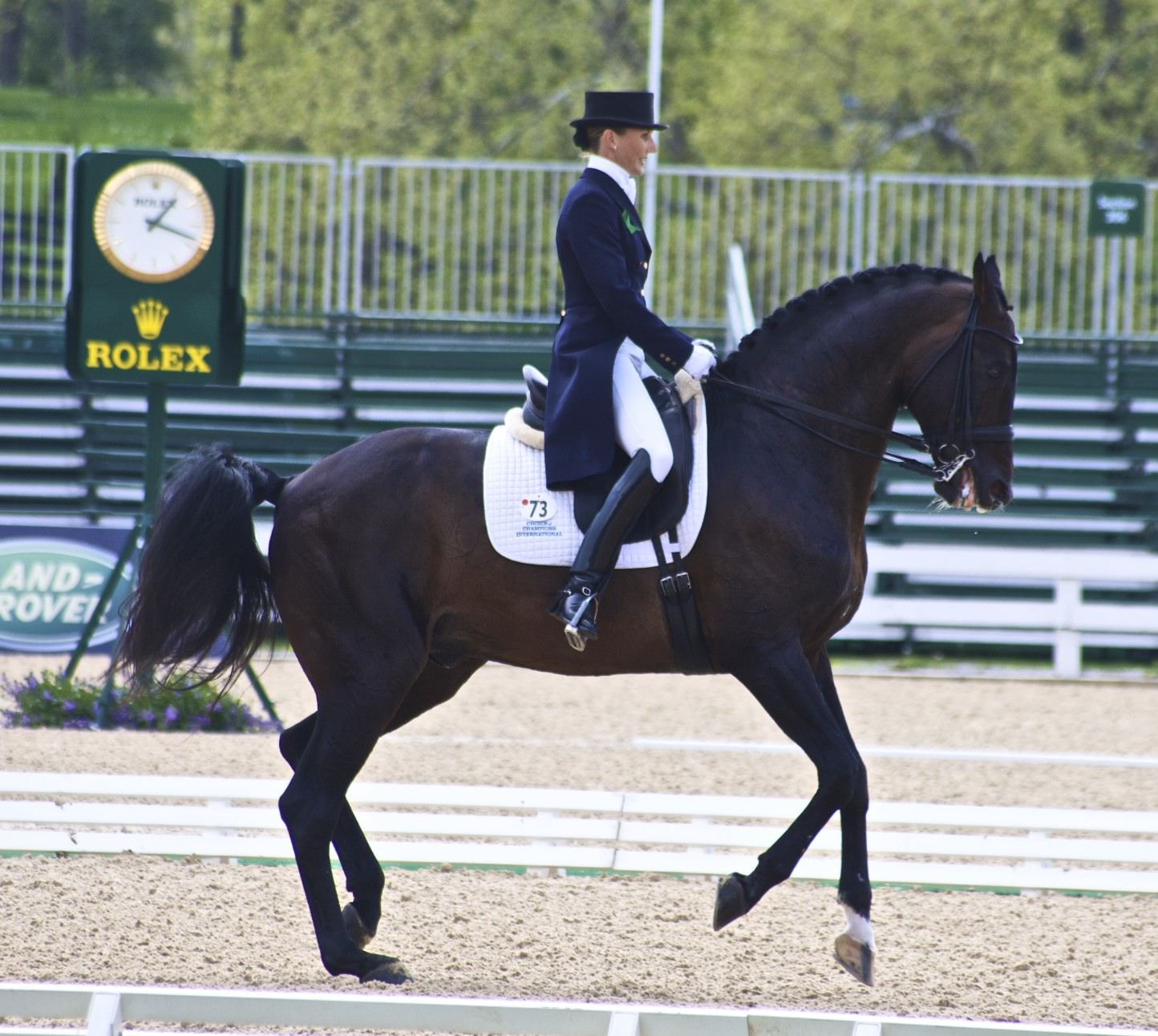

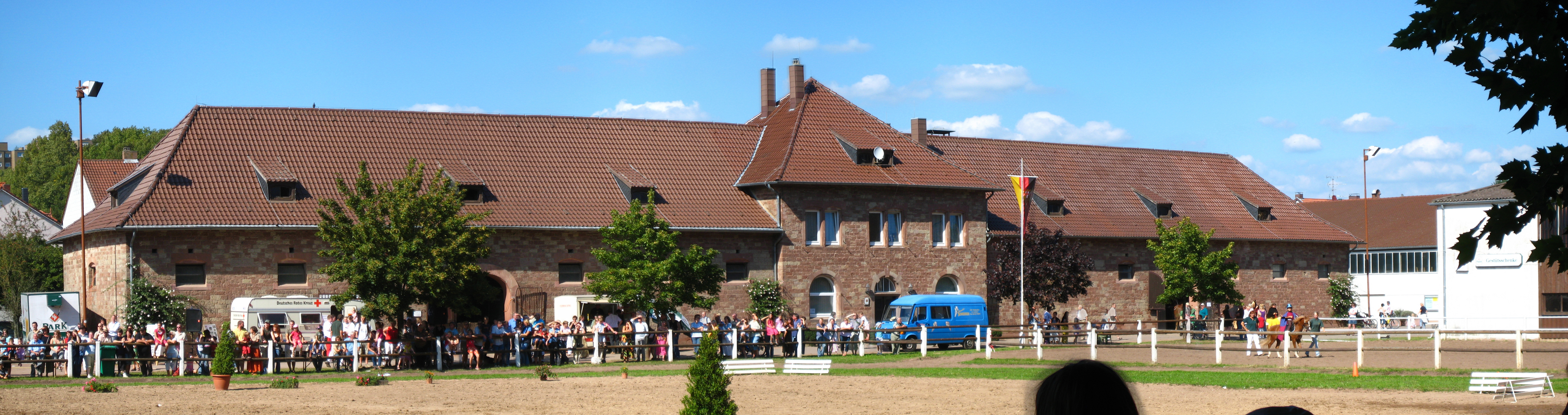
Posiadłość Landgestüt Zweibrücken

Zweibrücker – koń gorącokrwisty średniej wielkości i masy. Wszystkie maści podstawowe. Znakowane piętnem.
Wysokość w kłębie: 160 - 170 cm.
Nazwa rasy pochodzi od posiadłości książęcej Zweibrücker, gdzie od XVI wieku hodowano konie. W 1755 roku założono tam stadninę, w której do hodowli używano ogierów orientalnych i klaczy angielskich. Stadnina bardzo ucierpiała na skutek wojen. Najpierw wskutek kampanii napoleońskiej uprowadzili konie Francuzi, w czasie późniejszych wojen trafiały one do Prus i Austrii. Konie te nie należały do najlepszych. Nowe możliwości hodowlane stworzyła pomoc finansowa ze strony Bawarii w 1890 roku. Obecnie hoduje się konie do rekreacji i sportu, używając do krzyżowania koni trakeńskich, hanowerskich i westfalskich.